# Ана Даласена
Ана Даласина (грчки: Ἄννα Δαλασσηνή; око 1025/30 - 1. новембар 1100/1102) је била византијска племкиња, супруга доместика схоле Јована Комнина и мајка цара Алексија I Комнина (1081-1118).

## Биографија
Ана је била ћерка Алексија Харона, византијског војсковође у Италији. Мајка јој је била ћерка Хадријана Даласина. Пошто је породица Анине мајке била утицајнија у Царству, Ана је задржала њено презиме током читавог живота. Ана се, вероватно 1044. године, удала за Јована Комнина. Он је био син Манојла Еротика Комнина, војсковође цара Василија II Бугароубице (976-1025) и један од првих припадника породице Комнина. Јован је био брат Исака I Комнина (1057-1059) и током његове владавине обављао је функцију доместика схоле. Нићифор Вријеније пише да је, након Исакове абдикације, круна понуђена Јовану. Ана Даласина је вршила притисак на свог мужа да преузме власт, али је овај то одбио и повукао се у манастир где је и умро 1067. године. Ана је далеко надживела свога супруга. Узела је учешћа у завери против породице Дука. Није им заборавила свргавање Исака 1059. године због кога је и њен муж изгубио положај. Имала је значајну улогу у свргавању Нићифора III Вотанијата (1078-1081) и уздизања Алексија на престо. Алексије је на власт дошао након државног удара 1081. године којим је Нићифор збачен са власти. Алексије је дуго година био под утицајем своје мајке која је фактички управљала државом. Као мудар и изузетно способан политичар, Ана је управљала Цариградом у одсуству свога сина. По ступању на престо, Алексије је своју мајку прогласио августом. Титулу августе обично је носила жена цара, у овом случају Ирина Дукина. Ана Даласина је била у сталним сукобима са Ирином. Преузела је пуну одговорност у образовању своје унуке Ане Комнине која је добила име по својој баби. Умрла је 1. новембра 1100. или 1102. године. Ана Комнина је помиње у својој Алексијади. 

## Породица
Ана се, по свему судећи 1044. године, удала за Јована Комнина. Имали су осморо деце:
- Манојло Комнин (око 1045 - 1071), протостратор и куропалат, ожењен рођаком Романа IV Диогена[3].
- Марија Комнин (око 1047 - после 1094), удата за панхиперсеваста Михаила Таронита[4].
- Исак Комнин (око 1050 - 1102/4), севастократор[5].
- Евдокија Комнин (око 1052 - пре 1136), удата за Нићифора Мелисина[6].
- Теодора Комнин (око 1054 - пре 1036), удата за куропалата Константина Диогена[7].
- Алексије Комнин (1057-1118), цар (1081-1118)[8].
- Адријан Комнин (око 1060 - 1105), протосеваст, ожењен Зојом Дукином[9].
- Нићифор Комнин (око 1062 - после 1136), пансеваст севаст и друнгарије флоте.[10]